# Pistosia compta
Pistosia compta es una especie de insecto coleóptero de la familia Chrysomelidae.
Fue descrita científicamente en 1913 por Gestro.